# Amalyara
Amalyara a Amliyara fou un antic principat de l'agència de Mahi Kantha, al Gujarat, Presidència de Bombai. La seva situació era entre els 22 graus 59 minuts i els 23 graus 2 minuts nord i els 72 graus 44 minuts i 73 graus 14 minuts est. Bon productor de cereals. Administrativament formava part de la subdivisió de Vatrak Kantha del territori de Mahi-Kantha. A finals del segle xix disposava de només dues escoles amb 64 alumnes. Els sobirans tenien el títol de takhurs i eren hindús de la casta khant koli; no els fou concedit sanad d'adopció; la successió seguia la regla de la primogenitura. Pagava tribut al gaikowar de Baroda (31 lliures el 1881). Podria ser un nom alternatiu de l'estat també identificat com Ambliara.
La població s'estimava el 1881 en 12.437 persones. La capital era el poblet d'Amalyara (23° 13′ N, 73° 05′ E / 23.217°N,73.083°E) de 1474 habitants el 1901. A aquesta vila hi havia un temple dedicat a Xiva, una tomba musulmana i les ruïnes d'una antiga vila.